# Cosmoscarta callirrhoe
Cosmoscarta callirrhoe är en insektsart som beskrevs av Gustav Breddin 1901. Cosmoscarta callirrhoe ingår i släktet Cosmoscarta och familjen spottstritar. Inga underarter finns listade i Catalogue of Life.